# Whatì
Whatì è un villaggio del Canada, situato nei Territori del Nord-Ovest, nella Regione di North Slave.
Si tratta di una comunità di Prime nazioni.